# Нижньоберезово
Нижньобере́зово (рос. Нижнеберёзово) — присілок у складі Притобольного району Курганської області, Росія. Входить до складу Березовської сільської ради.
Населення — 85 осіб (2010, 161 у 2002).
Національний склад станом на 2002 рік:
- росіяни — 97 %